# Љуска (рачунарство)
У рачунарству, љуска је програм који представља корисничко окружење као интерфејс за приступ осталим услугама рачунарског система, попут покретања програма, кретања кроз датотечни систем, итд. Овај израз се у ширем смислу може применити и на апликације, и може да подразумева било који софтвер који је изграђен „око“ одређене компоненте, као што су љуске веб-претраживача које омогућавају преглед страница написаних у језику HTML. Реч „љуска“ потиче од енглеске речи shell.
Љуске оперативних система се обично деле у две категорије: љуске које пружају окружење у облику командне линије (енгл. command line interface), и графичке љуске, тј. љуске које пружају графичко корисничко окружење (енгл. graphical user interface, GUI).
Релативне предности графичких и љуски са командном линијом су често предмет дискусија. Са једне стране се истиче да се многе операције могу обавити брже у командној линији, попут премештања и копирања датотека и директоријума, аутоматизације помоћу језика љуске итд. док се са друге стране истиче једноставност и интуитивност графичког окружења, те лакоћа учења. Избор углавном зависи од потреба корисника. На серверима који се највише користе за трансфер података и процесирања са експертском администрацијом, вероватно је бољи избор командне линије. Са друге стране, графичко окружење ће понекад бити корисније на рачунару који се користи за ручну обраду слика, видео-снимака итд. Најчешће је најбоље направити добру комбинацију обе врсте љуске.
Модерне верзије Мајкрософтовог оперативног система Виндоус званично испоручују само Виндоус експлорер као своју љуску. Експлорер пружа уобичајену радну површину, стартни мени, траку са процесима, као и функције за рад са датотекама и сервисима оперативног система.
Многи корисници који су били незадовољни интерфејсом Виндоус експлорера су развили програме који мењају његову функционалност и изглед, или га у потпуности замењују. Програм WindowBlinds, произвођача StarDock, је добар пример програма који мења изглед Виндоус експлорера. LiteStep, GeoShell и BB4Win су примери замене за ову љуску.